# Xã Butte, Quận Mellette, South Dakota
Xã Butte (tiếng Anh: Butte Township) là một xã thuộc quận Mellette, tiểu bang Nam Dakota, Hoa Kỳ. Năm 2010, dân số của xã này là 2 người.